# Rittergut Sachsenfeld

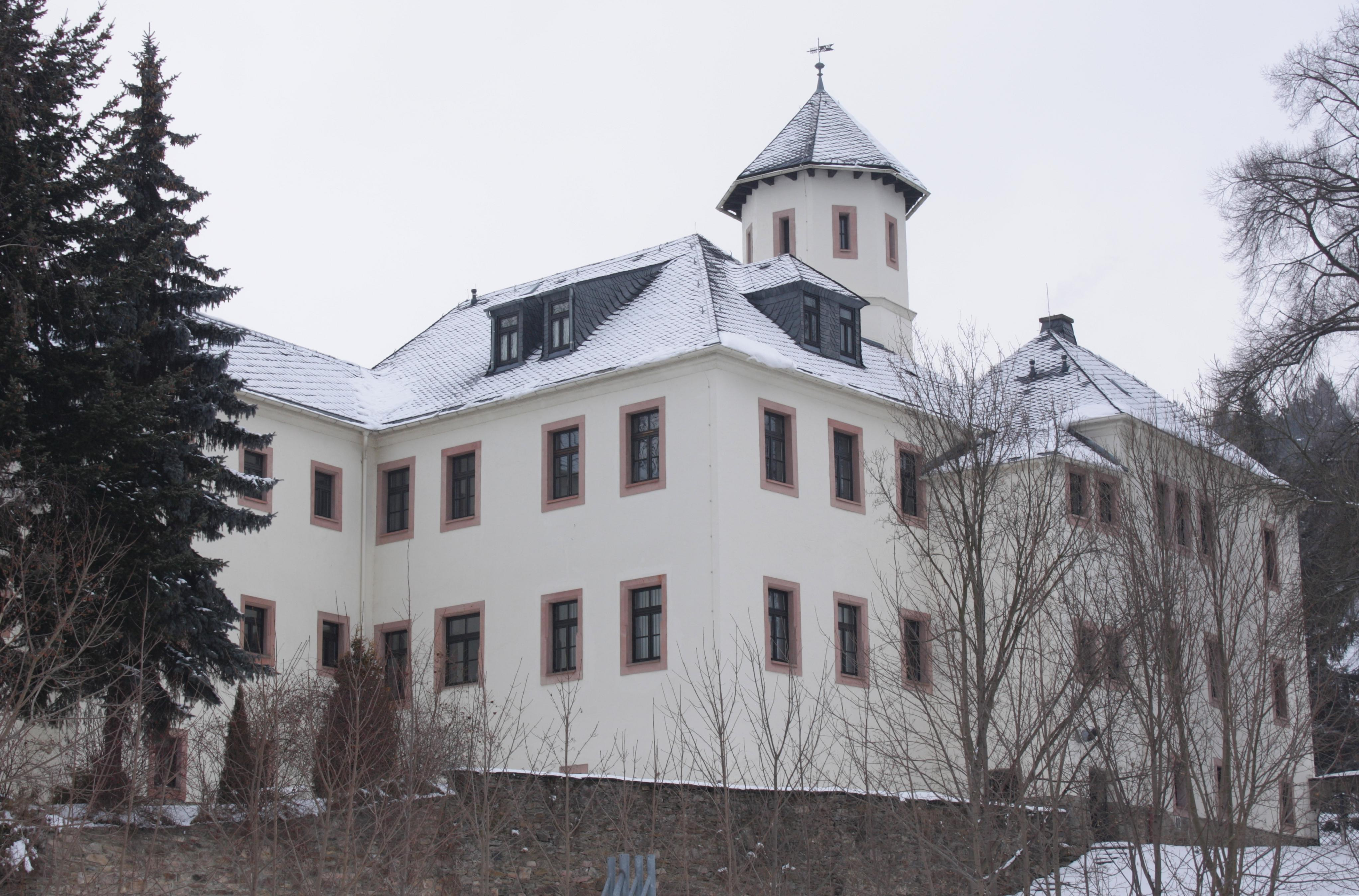
Rittergut Sachsenfeld (2009)

Das Rittergut Sachsenfeld ist ein früheres Rittergut im Ortsteil Sachsenfeld der Stadt Schwarzenberg im sächsischen Erzgebirge. Es steht unter Denkmalschutz und wird heute u. a. als Pension und Tagungsgebäude genutzt.

## Geographische Lage
Das Rittergut Sachsenfeld liegt im Talkessel des Schwarzwassers am Fuße des Schloßberges im westlichen Erzgebirge. 

## Geschichte

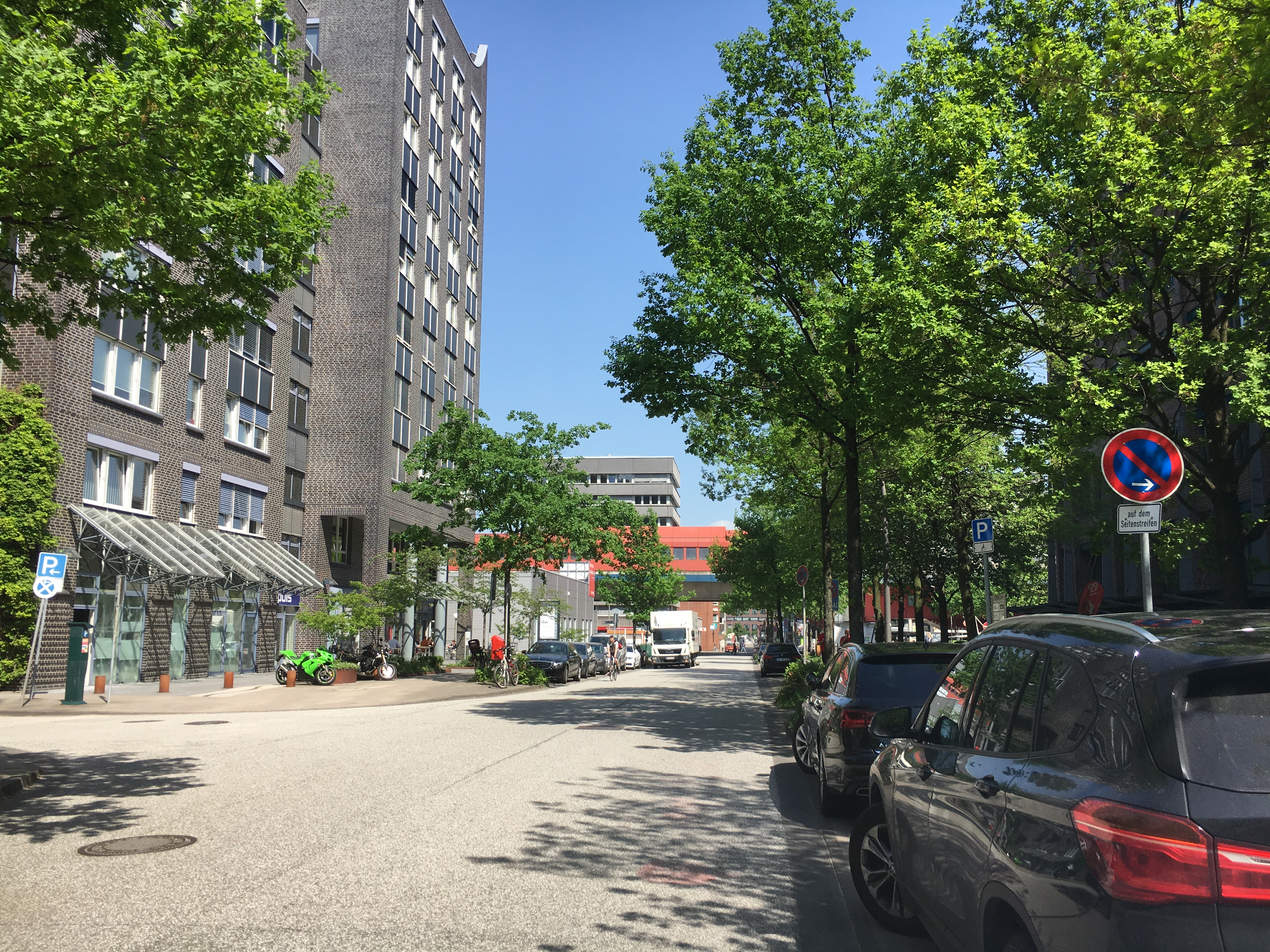
Rittergut Obersachsenfeld (1856)

Das Rittergut wird 1551 erstmals urkundlich erwähnt. Es gehörte zu den kleineren Mannlehngütern im Kurfürstentum Sachsen und verfügte über die Kanzleischriftsässigkeit, konnte also direkt mit der Kanzlei des Kurfürsten von Sachsen in Dresden korrespondieren. Zur Unterscheidung zum ebenfalls in Sachsenfeld gelegenen Hammerwerkskomplex, der den Namen Untersachsenfeld erhielt, wurde in den 1840er Jahren das Rittergut Sachsenfeld in Obersachsenfeld umbenannt. Zum damaligen Zeitpunkt verfügte das Rittergut Obersachsenfeld über die freiwillige Gerichtsbarkeit über die Orte Beierfeld, Neuwelt und Obersachsenfeld. Die Patrimonialgerichtsbarkeit des Gutes wurde am 12. September 1855 aufgehoben und dem Kreisamt Schwarzenberg übertragen.
Der Bürgermeister von Annaberg, Hans Schwarz, erwarb 1559 das Rittergut vom Kurfürsten August von Sachsen. 1569 kaufte das Rittergut Lucas Uthmann, der Sohn von Barbara Uthmann. 1580 besaß es Hans Hünerkopf, von dem die Erbgruft der Sachsenfelder Herrschaft errichtet worden sein soll. Nikolaus Klinger, Hammerherr und Besitzer des Förstelhammers, des Kugelhammers bei Schwarzenberg, eines Hammers in Rittersgrün und des Hammerwerks in Erla kaufte 1593 das Rittergut Sachsenfeld und erweiterte es baulich. 1602 übergab er das Gut an seinen Schwiegersohn Hans Rüdiger, der 1613 zusätzlich den dortigen Eisenhammer (später Untersachsenfeld genannt) erwarb. 
1609 und 1616 weilte der Kurfürst Johann Georg I. von Sachsen zu Jagdzwecken als Gast auf dem Rittergut. Rüdigers gleichnamiger Sohn erbte 1630 die väterlichen Besitzungen, die im Dreißigjährigen Krieg geplündert wurden. 1644 wurde Rüdigers Schwager Veit Dietrich Wagner neuer Gutsbesitzer, der 1650 zusätzlich das angrenzende Dorf Beierfeld hinzuerwarb.
Zwischen 1668 und 1772 war das Rittergut im Besitz der Familie Feuerlein, bevor es an die Reichsgrafen zu Solms-Wildenfels und Tecklenburg gelangte, die es bis zur Versteigerung 1811 besaßen. 1833 zerstörte ein Großbrand das Anwesen, so dass ein Wiederaufbau erforderlich wurde. Vom Vorgängerbau stammen Teile des Treppenturmes, dessen Aufsatz 1961 seine jetzige Gestalt erhielt.